# 弗里波特 (紐約州村)
弗里波特（英語：Freeport）是位於美國紐約州拿騷縣的村。

## 人口
根據2020年美國人口普查的數據，弗里波特的面積為12.61平方千米，當中陸地面積為11.86平方千米，而水域面積為0.75平方千米。當地共有人口44472人，而人口密度為每平方千米3,527人。